# Rodion Cămătaru
Rodion Doru Gorun Cămătaru (* 22. Juni 1958 in Strehaia, Kreis Mehedinți) ist ein ehemaliger rumänischer Fußballspieler. Er bestritt insgesamt 422 Spiele in der Divizia A, der Ersten Division und der Ehrendivision. Im Jahr 1987 gewann er durch Manipulation den Goldenen Schuh, welcher nachträglich wieder aberkannt und Toni Polster aus Österreich zuerkannt wurde. Als Nationalspieler nahm Cămătaru an der Fußball-Europameisterschaft 1984 und der Fußball-Weltmeisterschaft 1990 teil.

## Vereinskarriere
Cămătaru begann im Alter von 12 Jahren in seiner Heimatstadt Strehaia mit dem Fußballspielen im dortigen Verein Progresul Strehaia. Mit 16 Jahren wechselte er zum nächstgelegenen Erstligisten, Universitatea Craiova, das in den 1970er-Jahren zu den besten rumänischen Vereinen zählte. Am 10. November 1974 gab er dort beim Spiel gegen CFR Cluj sein Debüt in der höchsten rumänischen Spielklasse, der Divizia A. Bei Universitatea Craiova kam Cămătaru in den Anfangsjahren seiner Karriere zwar regelmäßig zum Einsatz, jedoch gelangen ihm – obwohl Stürmer – kaum Tore.
Der Durchbruch als Torjäger gelang Cămătaru in der Saison 1978/79, als er 13 Treffer erzielte. In den folgenden Spielzeiten hatte er als zuverlässiger Torschütze großen Anteil daran, dass Uni Craiova zweimal die rumänische Meisterschaft erringen und in der Saison 1982/83 das Halbfinale des UEFA-Pokals erreichte. Außerdem gewann er mit Uni Craiova in dieser Zeit insgesamt viermal den rumänischen Pokal.
Im Jahr 1986 entschied sich Cămătaru, Uni Craiova nach 12 Jahren zu verlassen und zum Ligakonkurrenten Dinamo Bukarest zu wechseln, da Uni Craiova zwar immer noch zur rumänischen Spitze gehörte, die Meisterschaft aber aufgrund der Dominanz der Bukarester Vereine unerreichbar geworden war. In seinen drei Jahren bei Dinamo gewann er zwar mit der Mannschaft keinen einzigen Titel, erhielt aber 1987 als bester Torschütze Europas mit 44 Treffern in der Divizia A den Goldenen Schuh. Da dies eine Manipulation war, wie später durch ehemalige Offizielle zugegeben wurde, durch 21 Treffer in den letzten 6 Spielen der Meisterschaft, verlor er ihn nachträglich. Der Titel wurde dem Stürmer verliehen, der ihn sich durch 39 Tore in der österreichischen Liga verdient hatte, Toni Polster.
1989 erhielt Cămătaru von der rumänischen Regierung die Erlaubnis, ins Ausland wechseln zu dürfen. Er schloss sich daraufhin dem belgischen Erstligisten Sporting Charleroi an. Dort gelang es ihm er aber nie, seine Torgefährlichkeit unter Beweis zu stellen. Nachdem Charleroi knapp den Abstieg vermieden hatte, wechselte er in der Winterpause der Saison 1990/91 zum SC Heerenveen in die holländische Ehrendivision. Auch hier verlief die Saison nicht zufriedenstellend, denn am Saisonende stand der Abstieg in die Eerste Divisie. Nach drei Jahren in Holland beendete Cămătaru im Jahr 1993 seine Karriere. Sein letztes Spiel für Heerenveen war das Finale um den KNVB-Pokal, das zwar von Ajax Amsterdam gewonnen wurde, Cămătaru aber noch einmal als Torschützen sah.
In 47 Europapokalspielen erzielte er 7 Tore und mit 198 Toren in 378 Meisterschaftsspielen ist er nach Dudu Georgescu der zweiterfolgreichste Torschütze aller Zeiten der Divizia A.

### Goldener Schuh 1987
Cămătarus Auszeichnung als bester Torschütze Europas im Jahr 1987 ist auf Grund eines Manipulationsverdachtes umstritten, da er 20 seiner 44 Tore in den letzten sechs Saisonspielen erzielt hatte. Daraufhin wurde 20 Jahre später dem Zweitplatzierten Toni Polster ebenfalls ein Goldener Schuh verliehen.

## Nationalmannschaft
Cămătaru bestritt insgesamt 75 Spiele für die rumänische Fußballnationalmannschaft und erzielte dabei 22 Tore. Sein Debüt gab er am 13. Dezember 1978 gegen Griechenland. Cămătaru nahm an der Fußball-Europameisterschaft 1984 in Frankreich teil und wurde in allen drei Begegnungen eingesetzt. Für die Fußball-Weltmeisterschaft 1990 in Italien hatte Nationaltrainer Emerich Jenei ihn ebenfalls nominiert, setzte ihn aber nicht ein. Nach dem Turnier bestritt Cămătaru noch zwei Länderspiele und beendete dann seine internationale Karriere.
Für die rumänische U21-Nationalmannschaft erzielte er ein Tor in 3 Länderspielen.

## Zeit nach der Karriere
Cămătaru hat ein Studium der Wirtschaftswissenschaften erfolgreich abgeschlossen.
Nach dem Ende seiner aktiven Laufbahn war Cămătaru zunächst von 1994 bis 1996 Präsident von Universitatea Craiova, bevor er von 1996 bis 2003 als Spielerberater arbeitete. Von 2003 bis 2004 war er Sportdirektor von Universitatea Craiova. Von 2004 bis 2007 war Cămătaru als Mitglied des Partidul Democrat im Stadtrat von Craiova.

## Erfolge

### Nationalmannschaft
- Balkan-Cup-Sieger: 1980
- EM-Teilnehmer: 1984
- WM-Teilnehmer: 1990 (Ersatzspieler)

### Universitatea Craiova
- Rumänischer Meister: 1980, 1981
- Rumänischer Vizemeister: 1982, 1983
- Rumänischer Pokalsieger: 1977, 1978, 1981,  1983
- Halbfinale im UEFA-Pokal: 1983

### Dinamo Bukarest
- Rumänischer Vizemeister: 1987, 1988, 1989
- Rumänischer Pokal-Finalist: 1987, 1989

### Heerenveen
- Niederländischer Pokal-Finalist: 1993

### Individuelle Erfolge
- Rumänischer Torschützenkönig: 1987
- Goldener Schuh: 1987 (44 Tore) – nachträglich aufgrund von Betrug aberkannt

## Auszeichnungen
Am 25. März 2008 wurde Cămătaru vom rumänischen Staatspräsidenten Traian Băsescu für die Leistungen in der Nationalmannschaft mit dem Verdienstorden „Meritul sportiv“ III. Klasse ausgezeichnet.